# 고와 (1099년)
고와(康和, こうわ)는 일본의 연호(元号) 중 하나이다.
- 전후 : 조토쿠(承徳) 이후 - 조지(長治) 이전.
- 시기 : 1099년 ~ 1103년
- 천황 : 호리카와 천황

## 개원(改元)
- 조토쿠 3년 8월 28일(율리우스력 1099년 9월 15일), 지진과 역병으로 인해 개원.
- 고와 6년 2월 10일(율리우스력 1104년 3월 8일), 조지로 개원된다.

## 출전
『최식정론(崔寔政論)』의 「四海康和、天下周楽」.

## 서력과의 대조표
| 고와        | 원년       | 2년        | 3년        | 4년        | 5년        | 6년        |
| ----------- | ---------- | ---------- | ---------- | ---------- | ---------- | ---------- |
| 서기 (西紀) | 1099년     | 1100년     | 1101년     | 1102년     | 1103년     | 1104년     |
| 간지 (干支) | 기묘(己卯) | 경진(庚辰) | 신사(辛巳) | 임오(壬午) | 계미(癸未) | 갑신(甲申) |

## 같이 보기
- 일본의 연호 일람

| 이전 조토쿠 | 일본의 연호 1099년 ~ 1104년 | 다음 조지 |